# Dwight Yorke
Dwight Eversley Yorke (Canaan, 3 novembre 1971) è un allenatore di calcio ed ex calciatore trinidadiano, di ruolo attaccante, allenatore della nazionale trinidadiana.

## Carriera

### Club
Nonostante le origini caraibiche, Yorke è cresciuto calcisticamente a Birmingham, nelle file dell'Aston Villa, con il quale ha esordito in prima divisione nel 1989-1990. Centravanti possente e massiccio, si mette in luce per le sue grandi doti atletiche, arrivando a segnare 34 reti in due stagioni con la maglia del Villa.
 Nel 1998 è acquistato dal Manchester United di Ferguson nel suo periodo d'oro, formando con Andy Cole una coppia d'attacco estremamente prolifica nota come Soul Brothers o Calypso Boys. Già alla stagione d'esordio con la nuova maglia il giocatore trinidadiano diventa capocannoniere insieme a Michael Owen e Hasselbaink. Nella stessa annata contribuisce, con ben 8 reti, alla vittoria della Champions League. In seguito a tali prestazioni venne considerato uno dei migliori attaccanti d'Europa e del mondo. Giunto ai vertici della carriera con i tre titoli con i Red Devils, dal 2001-2002, comincia la sua parabola discendente, che lo porterà ad accasarsi al Blackburn Rovers senza però confermarsi la macchina da gol che era in passato. Prova a tornare a Birmingham, stavolta nel City, ma senza fortune, tanto da emigrare in Australia, nel Sydney FC, nell'aprile 2005. Con gli australiani disputa il Mondiale per club nel dicembre del 2005.
Il 28 maggio 2009 il giocatore si svincola dal contratto che lo legava al Sunderland, perché è stato impiegato solo quattro volte in questa stagione, e il 4 settembre 2009 annuncia il suo ritiro dal calcio giocato e inizierà la carriera da allenatore come assistente del CT della nazionale del suo paese. In totale, nella massima divisione inglese, disputa 420 partite segnando 156 reti, di cui 73 con l'Aston Villa.

### Nazionale
Il 12 ottobre 2005 ha contribuito alla prima storica qualificazione di Trinidad e Tobago ad un Mondiale malgrado avesse annunciato il suo ritiro dalla nazionale. Questo ha fatto sì che tornasse a capitanare la sua nazionale nella spedizione tedesca del 2006, esordendo di fatto a 34 anni ad una fase finale di un mondiale.

### Allenatore
Il 1º luglio 2022, Yorke viene nominato come nuovo allenatore del Macarthur, club australiano militante nella A-League Men. Il 1º ottobre dello stesso anno, conquista la coppa nazionale, primo trofeo nella storia del club. Si dimette dal proprio incarico il 21 gennaio seguente.
Il 1º novembre 2024, viene nominato nuovo commissario tecnico della nazionale trinidadiana, per cui aveva già vestito il ruolo di vice-commissario fra il 2009 e il 2010.

## Statistiche

### Presenze e reti nei club
| Stagione              | Squadra               | Campionato            | Campionato | Campionato | Coppe nazionali | Coppe nazionali | Coppe nazionali | Coppe continentali | Coppe continentali | Coppe continentali | Altre coppe    | Altre coppe | Altre coppe | Totale | Totale |
| Stagione              | Squadra               | Comp                  | Pres       | Reti       | Comp            | Pres            | Reti            | Comp               | Pres               | Reti               | Comp           | Pres        | Reti        | Pres   | Reti   |
| --------------------- | --------------------- | --------------------- | ---------- | ---------- | --------------- | --------------- | --------------- | ------------------ | ------------------ | ------------------ | -------------- | ----------- | ----------- | ------ | ------ |
| 1989-1990             | Aston Villa           | FD                    | 2          | 0          | FACup+CdL       | -               | -               | -                  | -                  | -                  | -              | -           | -           | 2      | 0      |
| 1990-1991             | Aston Villa           | FD                    | 18         | 2          | FACup+CdL       | 2+1             | 0               | -                  | -                  | -                  | -              | -           | -           | 21     | 2      |
| 1991-1992             | Aston Villa           | FD                    | 32         | 11         | FACup+CdL       | 5+2             | 5+0             | -                  | -                  | -                  | -              | -           | -           | 39     | 16     |
| 1992-1993             | Aston Villa           | PL                    | 27         | 6          | FACup+CdL       | 4+4             | 1+0             | -                  | -                  | -                  | -              | -           | -           | 35     | 7      |
| 1993-1994             | Aston Villa           | PL                    | 12         | 2          | FACup+CdL       | 2+0             | 1               | -                  | -                  | -                  | -              | -           | -           | 14     | 3      |
| 1994-1995             | Aston Villa           | PL                    | 37         | 6          | FACup+CdL       | 2+4             | 1+1             | -                  | -                  | -                  | -              | -           | -           | 43     | 8      |
| 1995-1996             | Aston Villa           | PL                    | 35         | 17         | FACup+CdL       | 5+8             | 2+6             | -                  | -                  | -                  | -              | -           | -           | 48     | 25     |
| 1996-1997             | Aston Villa           | PL                    | 37         | 17         | FACup+CdL       | 2+2             | 2+1             | -                  | -                  | -                  | -              | -           | -           | 41     | 20     |
| 1997-1998             | Aston Villa           | PL                    | 30         | 12         | FACup+CdL       | 2+1             | 2+0             | CU                 | 7                  | 2                  | -              | -           | -           | 40     | 16     |
| ago. 1998             | Aston Villa           | PL                    | 1          | 0          | FACup+CdL       | 0               | 0               | -                  | -                  | -                  | -              | -           | -           | 1      | 0      |
| Totale Aston Villa    | Totale Aston Villa    | Totale Aston Villa    | 232        | 73         |                 | 46              | 22              |                    | 7                  | 2                  |                | -           | -           | 284    | 97     |
| 1998-1999             | Manchester United     | PL                    | 32         | 18         | FACup+CdL       | 8+0             | 3               | UCL                | 11                 | 8                  | CS             | -           | -           | 51     | 29     |
| 1999-2000             | Manchester United     | PL                    | 32         | 20         | FACup+CdL       | 0               | 0               | UCL                | 11                 | 2                  | CS+SU+CInt+Cmc | 1+0+1+2     | 1+0+0+1     | 47     | 24     |
| 2000-2001             | Manchester United     | PL                    | 22         | 9          | FACup+CdL       | 2+2             | 0+2             | UCL                | 11                 | 1                  | CS             | 1           | 0           | 38     | 12     |
| 2001-2002             | Manchester United     | PL                    | 10         | 1          | FACup+CdL       | 1+1             | 0               | UCL                | 3                  | 0                  | CS             | 1           | 0           | 16     | 1      |
| Totale Manchester Utd | Totale Manchester Utd | Totale Manchester Utd | 96         | 48         |                 | 14              | 5               |                    | 36                 | 11                 |                | 6           | 2           | 152    | 66     |
| 2002-2003             | Blackburn             | PL                    | 33         | 8          | FACup+CdL       | 3+4             | 3+2             | CU                 | 3                  | 0                  | -              | -           | -           | 43     | 13     |
| 2003-2004             | Blackburn             | PL                    | 23         | 4          | FACup+CdL       | 1+1             | 0+2             | CU                 | 2                  | 0                  | -              | -           | -           | 27     | 6      |
| ago. 2004             | Blackburn             | PL                    | 4          | 0          | FACup+CdL       | 0               | 0               | -                  | -                  | -                  | -              | -           | -           | 4      | 0      |
| Totale Blackburn      | Totale Blackburn      | Totale Blackburn      | 60         | 12         |                 | 9               | 7               |                    | 5                  | 0                  |                | -           | -           | 74     | 19     |
| 2004-2005             | Birmingham City       | PL                    | 13         | 2          | FACup+CdL       | 1+2             | 0               | -                  | -                  | -                  | -              | -           | -           | 16     | 2      |
| 2005-2006             | Sydney                | A                     | 21         | 7          | -               | 3               | 1               | -                  | -                  | -                  | Cmc            | 2           | 1           | 26     | 9      |
| giu.-ago. 2006        | Sydney                | A                     | 1          | 0          | -               | -               | -               | -                  | -                  | -                  | -              | -           | -           | 1      | 0      |
| Totale Sydney         | Totale Sydney         | Totale Sydney         | 22         | 7          |                 | 3               | 1               |                    | -                  | -                  |                | 2           | 1           | 27     | 9      |
| 2006-2007             | Sunderland            | FLC                   | 32         | 5          | FACup+CdL       | 1+0             | 0               | -                  | -                  | -                  | -              | -           | -           | 33     | 5      |
| 2007-2008             | Sunderland            | PL                    | 20         | 1          | FACup+CdL       | 0               | 0               | -                  | -                  | -                  | -              | -           | -           | 20     | 1      |
| 2008-2009             | Sunderland            | PL                    | 7          | 0          | FACup+CdL       | 1+0             | 0               | -                  | -                  | -                  | -              | -           | -           | 8      | 0      |
| Totale Sunderland     | Totale Sunderland     | Totale Sunderland     | 59         | 6          |                 | 2               | 0               |                    | -                  | -                  |                | -           | -           | 61     | 6      |
| Totale carriera       | Totale carriera       | Totale carriera       | 482        | 148        |                 | 77              | 35              |                    | 48                 | 13                 |                | 8           | 3           | 615    | 199    |

### Cronologia presenze e reti in nazionale
| Cronologia completa delle presenze e delle reti in nazionale ― Trinidad e Tobago | Cronologia completa delle presenze e delle reti in nazionale ― Trinidad e Tobago | Cronologia completa delle presenze e delle reti in nazionale ― Trinidad e Tobago | Cronologia completa delle presenze e delle reti in nazionale ― Trinidad e Tobago | Cronologia completa delle presenze e delle reti in nazionale ― Trinidad e Tobago | Cronologia completa delle presenze e delle reti in nazionale ― Trinidad e Tobago | Cronologia completa delle presenze e delle reti in nazionale ― Trinidad e Tobago | Cronologia completa delle presenze e delle reti in nazionale ― Trinidad e Tobago |
| Data                                                                             | Città                                                                            | In casa                                                                          | Risultato                                                                        | Ospiti                                                                           | Competizione                                                                     | Reti                                                                             | Note                                                                             |
| -------------------------------------------------------------------------------- | -------------------------------------------------------------------------------- | -------------------------------------------------------------------------------- | -------------------------------------------------------------------------------- | -------------------------------------------------------------------------------- | -------------------------------------------------------------------------------- | -------------------------------------------------------------------------------- | -------------------------------------------------------------------------------- |
| 19-3-1989                                                                        | Port of Spain                                                                    | Trinidad e Tobago                                                                | 2 – 2                                                                            | Paraguay                                                                         | Amichevole                                                                       | -                                                                                |                                                                                  |
| 18-4-1989                                                                        | Arima                                                                            | Trinidad e Tobago                                                                | 0 – 1                                                                            | Bermuda                                                                          | Amichevole                                                                       | -                                                                                |                                                                                  |
| 13-5-1989                                                                        | Torrance                                                                         | Stati Uniti                                                                      | 1 – 1                                                                            | Trinidad e Tobago                                                                | Qual. Mondiali 1990                                                              | -                                                                                |                                                                                  |
| 11-6-1989                                                                        | San José                                                                         | Costa Rica                                                                       | 1 – 0                                                                            | Trinidad e Tobago                                                                | Qual. Mondiali 1990                                                              | -                                                                                |                                                                                  |
| 9-7-1989                                                                         | Bridgetown                                                                       | Trinidad e Tobago                                                                | 2 – 1                                                                            | Bermuda                                                                          | Coppa dei Caraibi 1989                                                           | 2                                                                                |                                                                                  |
| 30-7-1989                                                                        | Port of Spain                                                                    | Trinidad e Tobago                                                                | 2 – 0                                                                            | El Salvador                                                                      | Amichevole                                                                       | -                                                                                | 84’                                                                              |
| 13-8-1989                                                                        | San Salvador                                                                     | El Salvador                                                                      | 0 – 0                                                                            | Trinidad e Tobago                                                                | Qual. Mondiali 1990                                                              | -                                                                                | 69’                                                                              |
| 3-9-1989                                                                         | Port of Spain                                                                    | Trinidad e Tobago                                                                | 2 – 1                                                                            | Guatemala                                                                        | Qual. Mondiali 1990                                                              | -                                                                                | 67’                                                                              |
| 22-10-1989                                                                       | Port of Spain                                                                    | Trinidad e Tobago                                                                | 0 – 1                                                                            | Finlandia                                                                        | Amichevole                                                                       | -                                                                                |                                                                                  |
| 19-11-1989                                                                       | Port of Spain                                                                    | Trinidad e Tobago                                                                | 0 – 1                                                                            | Stati Uniti                                                                      | Qual. Mondiali 1990                                                              | -                                                                                | 76’                                                                              |
| 19-4-1992                                                                        | Bridgetown                                                                       | Bermuda                                                                          | 1 – 2                                                                            | Trinidad e Tobago                                                                | Qual. Mondiali 1994                                                              | -                                                                                |                                                                                  |
| 31-5-1992                                                                        | Port of Spain                                                                    | Trinidad e Tobago                                                                | 3 – 0                                                                            | Bermuda                                                                          | Qual. Mondiali 1994                                                              | -                                                                                |                                                                                  |
| 27-6-1992                                                                        | Bridgetown                                                                       | Trinidad e Tobago                                                                | 3 – 1                                                                            | Giamaica                                                                         | Coppa dei Caraibi 1992                                                           | -                                                                                |                                                                                  |
| 5-7-1992                                                                         | Port of Spain                                                                    | Trinidad e Tobago                                                                | 1 – 2                                                                            | Giamaica                                                                         | Qual. Mondiali 1994                                                              | -                                                                                |                                                                                  |
| 16-8-1992                                                                        | Kingston                                                                         | Giamaica                                                                         | 1 – 1                                                                            | Trinidad e Tobago                                                                | Qual. Mondiali 1994                                                              | -                                                                                |                                                                                  |
| 21-5-1993                                                                        | Montego Bay                                                                      | Trinidad e Tobago                                                                | 4 – 1                                                                            | Saint Vincent e Grenadine                                                        | Coppa dei Caraibi 1993                                                           | 1                                                                                |                                                                                  |
| 19-11-1994                                                                       | Port of Spain                                                                    | Trinidad e Tobago                                                                | 1 – 0                                                                            | Stati Uniti                                                                      | Amichevole                                                                       | -                                                                                |                                                                                  |
| 13-1-1996                                                                        | Anaheim                                                                          | Stati Uniti                                                                      | 3 – 2                                                                            | Trinidad e Tobago                                                                | Gold Cup 1996 - 1º turno                                                         | -                                                                                |                                                                                  |
| 23-6-1996                                                                        | Port of Spain                                                                    | Trinidad e Tobago                                                                | 8 – 0                                                                            | Rep. Dominicana                                                                  | Qual. Mondiali 1998                                                              | 1                                                                                |                                                                                  |
| 6-10-1996                                                                        | Port of Spain                                                                    | Trinidad e Tobago                                                                | 1 – 1                                                                            | Guatemala                                                                        | Qual. Mondiali 1998                                                              | -                                                                                |                                                                                  |
| 10-11-1996                                                                       | Richmond                                                                         | Stati Uniti                                                                      | 2 – 0                                                                            | Trinidad e Tobago                                                                | Qual. Mondiali 1998                                                              | -                                                                                |                                                                                  |
| 24-11-1996                                                                       | Port of Spain                                                                    | Trinidad e Tobago                                                                | 0 – 1                                                                            | Stati Uniti                                                                      | Qual. Mondiali 1998                                                              | -                                                                                |                                                                                  |
| 28-3-1999                                                                        | Port of Spain                                                                    | Trinidad e Tobago                                                                | 2 – 0                                                                            | Giamaica                                                                         | Amichevole                                                                       | -                                                                                | Uscita                                                                           |
| 13-2-2000                                                                        | San Diego                                                                        | Messico                                                                          | 4 – 0                                                                            | Trinidad e Tobago                                                                | Gold Cup 2000 - 1º turno                                                         | -                                                                                |                                                                                  |
| 15-2-2000                                                                        | Los Angeles                                                                      | Trinidad e Tobago                                                                | 4 – 2                                                                            | Guatemala                                                                        | Gold Cup 2000 - 1º turno                                                         | 1                                                                                |                                                                                  |
| 7-5-2000                                                                         | Port of Spain                                                                    | Trinidad e Tobago                                                                | 3 – 1                                                                            | Haiti                                                                            | Qual. Mondiali 2002                                                              | 1                                                                                |                                                                                  |
| 19-5-2000                                                                        | Port-au-Prince                                                                   | Haiti                                                                            | 1 – 1                                                                            | Trinidad e Tobago                                                                | Qual. Mondiali 2002                                                              | 1                                                                                |                                                                                  |
| 8-7-2000                                                                         | Port of Spain                                                                    | Trinidad e Tobago                                                                | 2 – 4                                                                            | Giamaica                                                                         | Amichevole                                                                       | 2                                                                                |                                                                                  |
| 16-7-2000                                                                        | Edmonton                                                                         | Canada                                                                           | 0 – 1                                                                            | Trinidad e Tobago                                                                | Qual. Mondiali 2002                                                              | 1                                                                                |                                                                                  |
| 23-7-2000                                                                        | Port of Spain                                                                    | Trinidad e Tobago                                                                | 1 – 0                                                                            | Messico                                                                          | Qual. Mondiali 2002                                                              | -                                                                                |                                                                                  |
| 16-8-2000                                                                        | Port of Spain                                                                    | Trinidad e Tobago                                                                | 6 – 0                                                                            | Panama                                                                           | Qual. Mondiali 2002                                                              | 2                                                                                |                                                                                  |
| 3-9-2000                                                                         | Port of Spain                                                                    | Trinidad e Tobago                                                                | 4 – 0                                                                            | Canada                                                                           | Qual. Mondiali 2002                                                              | -                                                                                | 6’ 48’                                                                           |
| 28-2-2001                                                                        | Kingston                                                                         | Giamaica                                                                         | 1 – 0                                                                            | Honduras                                                                         | Qual. Mondiali 2002                                                              | -                                                                                |                                                                                  |
| 24-3-2001                                                                        | Port of Spain                                                                    | Trinidad e Tobago                                                                | 3 – 1                                                                            | Guatemala                                                                        | Qual. Mondiali 2002                                                              | -                                                                                | 73’                                                                              |
| 28-3-2001                                                                        | San José                                                                         | Costa Rica                                                                       | 3 – 0                                                                            | Trinidad e Tobago                                                                | Qual. Mondiali 2002                                                              | -                                                                                |                                                                                  |
| 25-4-2001                                                                        | Port of Spain                                                                    | Trinidad e Tobago                                                                | 1 – 1                                                                            | Messico                                                                          | Qual. Mondiali 2002                                                              | -                                                                                |                                                                                  |
| 16-6-2001                                                                        | Port of Spain                                                                    | Trinidad e Tobago                                                                | 2 – 4                                                                            | Honduras                                                                         | Qual. Mondiali 2002                                                              | -                                                                                |                                                                                  |
| 20-6-2001                                                                        | Foxborough                                                                       | Stati Uniti                                                                      | 2 – 0                                                                            | Trinidad e Tobago                                                                | Qual. Mondiali 2002                                                              | -                                                                                |                                                                                  |
| 23-6-2001                                                                        | Hamilton                                                                         | Bermuda                                                                          | 0 – 5                                                                            | Trinidad e Tobago                                                                | Amichevole                                                                       | 1                                                                                |                                                                                  |
| 6-6-2004                                                                         | Bacolet                                                                          | Trinidad e Tobago                                                                | 0 – 3                                                                            | Irlanda del Nord                                                                 | Amichevole                                                                       | -                                                                                | 46’                                                                              |
| 6-2-2005                                                                         | Scarborough                                                                      | Trinidad e Tobago                                                                | 0 – 1                                                                            | Haiti                                                                            | Amichevole                                                                       | -                                                                                |                                                                                  |
| 9-2-2005                                                                         | Port of Spain                                                                    | Trinidad e Tobago                                                                | 1 – 2                                                                            | Stati Uniti                                                                      | Qual. Mondiali 2006                                                              | -                                                                                |                                                                                  |
| 26-3-2005                                                                        | Città del Guatemala                                                              | Guatemala                                                                        | 5 – 1                                                                            | Trinidad e Tobago                                                                | Qual. Mondiali 2006                                                              | -                                                                                | 64’                                                                              |
| 30-3-2005                                                                        | Port of Spain                                                                    | Trinidad e Tobago                                                                | 0 – 0                                                                            | Costa Rica                                                                       | Qual. Mondiali 2006                                                              | -                                                                                |                                                                                  |
| 4-6-2005                                                                         | Port of Spain                                                                    | Trinidad e Tobago                                                                | 2 – 0                                                                            | Panama                                                                           | Qual. Mondiali 2006                                                              | -                                                                                |                                                                                  |
| 8-6-2005                                                                         | Monterrey                                                                        | Messico                                                                          | 2 – 0                                                                            | Trinidad e Tobago                                                                | Qual. Mondiali 2006                                                              | -                                                                                |                                                                                  |
| 17-8-2005                                                                        | East Hartford                                                                    | Stati Uniti                                                                      | 1 – 0                                                                            | Trinidad e Tobago                                                                | Qual. Mondiali 2006                                                              | -                                                                                |                                                                                  |
| 3-9-2005                                                                         | Port of Spain                                                                    | Trinidad e Tobago                                                                | 3 – 2                                                                            | Guatemala                                                                        | Qual. Mondiali 2006                                                              | -                                                                                |                                                                                  |
| 7-9-2005                                                                         | San Juan de Tibás                                                                | Costa Rica                                                                       | 2 – 0                                                                            | Trinidad e Tobago                                                                | Qual. Mondiali 2006                                                              | -                                                                                |                                                                                  |
| 8-10-2005                                                                        | Panama                                                                           | Panama                                                                           | 0 – 1                                                                            | Trinidad e Tobago                                                                | Qual. Mondiali 2006                                                              | -                                                                                |                                                                                  |
| 12-10-2005                                                                       | Port of Spain                                                                    | Trinidad e Tobago                                                                | 2 – 1                                                                            | Messico                                                                          | Qual. Mondiali 2006                                                              | -                                                                                |                                                                                  |
| 12-11-2005                                                                       | Port of Spain                                                                    | Trinidad e Tobago                                                                | 1 – 1                                                                            | Bahrein                                                                          | Qual. Mondiali 2006                                                              | -                                                                                |                                                                                  |
| 16-11-2005                                                                       | Manama                                                                           | Bahrein                                                                          | 0 – 1                                                                            | Trinidad e Tobago                                                                | Qual. Mondiali 2006                                                              | -                                                                                | 53’                                                                              |
| 28-2-2006                                                                        | Londra                                                                           | Trinidad e Tobago                                                                | 2 – 0                                                                            | Islanda                                                                          | Amichevole                                                                       | 2                                                                                | 58’                                                                              |
| 10-5-2006                                                                        | Port of Spain                                                                    | Trinidad e Tobago                                                                | 1 – 1                                                                            | Perù                                                                             | Amichevole                                                                       | -                                                                                | 69’                                                                              |
| 27-5-2006                                                                        | Graz                                                                             | Trinidad e Tobago                                                                | 1 – 2                                                                            | Galles                                                                           | Amichevole                                                                       | -                                                                                |                                                                                  |
| 31-5-2006                                                                        | Celje                                                                            | Slovenia                                                                         | 3 – 1                                                                            | Trinidad e Tobago                                                                | Amichevole                                                                       | -                                                                                |                                                                                  |
| 3-6-2006                                                                         | Praga                                                                            | Rep. Ceca                                                                        | 3 – 0                                                                            | Trinidad e Tobago                                                                | Amichevole                                                                       | -                                                                                |                                                                                  |
| 10-6-2006                                                                        | Dortmund                                                                         | Trinidad e Tobago                                                                | 0 – 0                                                                            | Svezia                                                                           | Mondiali 2006 - 1º turno                                                         | -                                                                                | 74’                                                                              |
| 15-6-2006                                                                        | Norimberga                                                                       | Inghilterra                                                                      | 2 – 0                                                                            | Trinidad e Tobago                                                                | Mondiali 2006 - 1º turno                                                         | -                                                                                |                                                                                  |
| 20-6-2006                                                                        | Kaiserslautern                                                                   | Paraguay                                                                         | 2 – 0                                                                            | Trinidad e Tobago                                                                | Mondiali 2006 - 1º turno                                                         | -                                                                                |                                                                                  |
| 7-10-2006                                                                        | Port of Spain                                                                    | Trinidad e Tobago                                                                | 5 – 0                                                                            | Saint Vincent e Grenadine                                                        | Amichevole                                                                       | 1                                                                                |                                                                                  |
| 1-6-2008                                                                         | Port of Spain                                                                    | Trinidad e Tobago                                                                | 0 – 3                                                                            | Inghilterra                                                                      | Amichevole                                                                       | -                                                                                | 76’                                                                              |
| 6-9-2008                                                                         | Port of Spain                                                                    | Trinidad e Tobago                                                                | 1 – 1                                                                            | Guatemala                                                                        | Qual. Mondiali 2010                                                              | -                                                                                |                                                                                  |
| 8-10-2008                                                                        | Port of Spain                                                                    | Trinidad e Tobago                                                                | 9 – 0                                                                            | Rep. Dominicana                                                                  | Amichevole                                                                       | -                                                                                | 46’                                                                              |
| 11-10-2008                                                                       | Città del Guatemala                                                              | Guatemala                                                                        | 0 – 0                                                                            | Trinidad e Tobago                                                                | Qual. Mondiali 2010                                                              | -                                                                                |                                                                                  |
| 15-10-2008                                                                       | Port of Spain                                                                    | Trinidad e Tobago                                                                | 2 – 1                                                                            | Stati Uniti                                                                      | Qual. Mondiali 2010                                                              | 1                                                                                |                                                                                  |
| 19-11-2008                                                                       | Port of Spain                                                                    | Trinidad e Tobago                                                                | 3 – 0                                                                            | Cuba                                                                             | Qual. Mondiali 2010                                                              | 1                                                                                |                                                                                  |
| 11-2-2009                                                                        | San Salvador                                                                     | El Salvador                                                                      | 2 – 2                                                                            | Trinidad e Tobago                                                                | Qual. Mondiali 2010                                                              | 1                                                                                | 45’, 90’                                                                         |
| 6-6-2009                                                                         | Bacolet                                                                          | Trinidad e Tobago                                                                | 2 – 3                                                                            | Costa Rica                                                                       | Amichevole                                                                       | -                                                                                |                                                                                  |
| 10-6-2009                                                                        | Città del Messico                                                                | Messico                                                                          | 2 – 1                                                                            | Trinidad e Tobago                                                                | Qual. Mondiali 2010                                                              | -                                                                                |                                                                                  |
| 12-8-2009                                                                        | Port of Spain                                                                    | Trinidad e Tobago                                                                | 1 – 0                                                                            | El Salvador                                                                      | Qual. Mondiali 2010                                                              | -                                                                                | 71’                                                                              |
| Totale                                                                           |                                                                                  | Presenze                                                                         | 72                                                                               |                                                                                  | Reti                                                                             | 19                                                                               |                                                                                  |

### Statistiche da allenatore
Statistiche aggiornate al 31 agosto 2023.
| Stagione        | Squadra         | Campionato      | Campionato | Campionato | Campionato | Campionato | Coppe nazionali | Coppe nazionali | Coppe nazionali | Coppe nazionali | Coppe nazionali | Coppe continentali | Coppe continentali | Coppe continentali | Coppe continentali | Coppe continentali | Altre coppe | Altre coppe | Altre coppe | Altre coppe | Altre coppe | Totale | Totale | Totale | Totale | % Vittorie | Piazzamento |
| Stagione        | Squadra         | Comp            | G          | V          | N          | P          | Comp            | G               | V               | N               | P               | Comp               | G                  | V                  | N                  | P                  | Comp        | G           | V           | N           | P           | G      | V      | N      | P      | %          | Piazzamento |
| --------------- | --------------- | --------------- | ---------- | ---------- | ---------- | ---------- | --------------- | --------------- | --------------- | --------------- | --------------- | ------------------ | ------------------ | ------------------ | ------------------ | ------------------ | ----------- | ----------- | ----------- | ----------- | ----------- | ------ | ------ | ------ | ------ | ---------- | ----------- |
| 2022-gen. 2023  | Macarthur       | AL              | 13         | 5          | 2          | 6          | FFACup          | 5               | 5               | 0               | 0               | -                  | -                  | -                  | -                  | -                  | -           | -           | -           | -           | -           | 18     | 10     | 2      | 6      | 55,56      | Dim         |
| Totale carriera | Totale carriera | Totale carriera | 13         | 5          | 2          | 6          |                 | 5               | 5               | 0               | 0               |                    | -                  | -                  | -                  | -                  |             | -           | -           | -           | -           | 18     | 10     | 2      | 6      | 55,56      |             |

#### Nazionale
Statistiche aggiornate al 10 giugno 2025.
| Squadra           | Naz                          | dal               | al        | Record | Record | Record | Record     | Record | Record | Record | Record |
| G                 | V                            | N                 | P         | GF     | GS     | DR     | % Vittorie |        |        |        |        |
| ----------------- | ---------------------------- | ----------------- | --------- | ------ | ------ | ------ | ---------- | ------ | ------ | ------ | ------ |
| Trinidad e Tobago | Trinidad e Tobago (bandiera) | 15 settembre 2024 | in carica | 11     | 3      | 3      | 5          | 18     | 21     | −3     | 27,27  |

#### Nazionale trinidadina nel dettaglio
| mar. 2025                | Trinidad e Tobago        | Qual. Gold Cup 2025      | Qualificato                                     | 2  | 2 | 0 | 0 | 100,00& | 6  | 1  | +5 |
| giu. 2025                | Trinidad e Tobago        | Gold Cup 2025            | Eliminato nella fase a gironi (3° nel gruppo D) | 3  | 0 | 2 | 1 | &0,00   | 2  | 7  | -5 |
| 2025                     | Trinidad e Tobago        | Qual. Mondiale 2026      | Sub, nel gruppo B                               | 2  | 1 | 0 | 1 | 50,00   | 7  | 4  | +3 |
| Dal 2025                 | Trinidad e Tobago        | Amichevoli               |                                                 | 4  | 0 | 1 | 3 | &0,00   | 3  | 9  | -6 |
| Totale Trinidad e Tobago | Totale Trinidad e Tobago | Totale Trinidad e Tobago | Totale Trinidad e Tobago                        | 11 | 3 | 3 | 5 | 27,27   | 18 | 21 | -3 |

### Panchine da commissario tecnico della nazionale trinidadina
| Cronologia completa delle presenze e delle reti in nazionale ― Trinidad e Tobago | Cronologia completa delle presenze e delle reti in nazionale ― Trinidad e Tobago | Cronologia completa delle presenze e delle reti in nazionale ― Trinidad e Tobago | Cronologia completa delle presenze e delle reti in nazionale ― Trinidad e Tobago | Cronologia completa delle presenze e delle reti in nazionale ― Trinidad e Tobago | Cronologia completa delle presenze e delle reti in nazionale ― Trinidad e Tobago | Cronologia completa delle presenze e delle reti in nazionale ― Trinidad e Tobago | Cronologia completa delle presenze e delle reti in nazionale ― Trinidad e Tobago |
| Data                                                                             | Città                                                                            | In casa                                                                          | Risultato                                                                        | Ospiti                                                                           | Competizione                                                                     | Reti                                                                             | Note                                                                             |
| -------------------------------------------------------------------------------- | -------------------------------------------------------------------------------- | -------------------------------------------------------------------------------- | -------------------------------------------------------------------------------- | -------------------------------------------------------------------------------- | -------------------------------------------------------------------------------- | -------------------------------------------------------------------------------- | -------------------------------------------------------------------------------- |
| 7-2-2025                                                                         | Saint Ann's Bay                                                                  | Giamaica                                                                         | 1 – 0                                                                            | Trinidad e Tobago                                                                | Amichevole                                                                       | -                                                                                | Cap: K.Molino                                                                    |
| 10-2-2025                                                                        | Chapelton                                                                        | Giamaica                                                                         | 1 – 1                                                                            | Trinidad e Tobago                                                                | Amichevole                                                                       | Josiah Trimmingham                                                               |                                                                                  |
| 21-3-2025                                                                        | Santiago de Cuba                                                                 | Cuba                                                                             | 1 – 2                                                                            | Trinidad e Tobago                                                                | Qual. Gold Cup 2025                                                              | Isaiah Lee Steffen Yeates                                                        | Cap: J.Jones                                                                     |
| 26-3-2025                                                                        | Couva                                                                            | Trinidad e Tobago                                                                | 4 – 0                                                                            | Cuba                                                                             | Qual. Gold Cup 2025                                                              | 2 Isaiah Lee Kevin Molino Nathaniel James                                        | Cap: J.Jones                                                                     |
| 27-5-2025                                                                        | Londra                                                                           | Giamaica                                                                         | 3 – 2                                                                            | Trinidad e Tobago                                                                | Amichevole                                                                       | Isaiah Leacock Kevin Molino                                                      | Cap: K.Molino                                                                    |
| 31-5-2025                                                                        | Londra                                                                           | Ghana                                                                            | 4 – 0                                                                            | Trinidad e Tobago                                                                | Amichevole                                                                       | -                                                                                | Cap: J.Jones                                                                     |
| 7-6-2025                                                                         | Port of Spain                                                                    | Trinidad e Tobago                                                                | 6 – 2                                                                            | Saint Kitts e Nevis                                                              | Qual. Mondiali 2026                                                              | Levi Garcia 2 Dante Sealy Kevin Molino Ajani Fortune Nathaniel James             | Cap: K.Molino                                                                    |
| 11-6-2025                                                                        | San José                                                                         | Costa Rica                                                                       | 2 – 1                                                                            | Trinidad e Tobago                                                                | Qual. Mondiali 2026                                                              | Levi Garcia                                                                      | Cap: K.Molino                                                                    |
| 16-6-2025                                                                        | San Jose                                                                         | Stati Uniti                                                                      | 5 – 0                                                                            | Trinidad e Tobago                                                                | Gold Cup 2025 - 1°turno                                                          | -                                                                                | Cap: K.Molino                                                                    |
| 20-6-2025                                                                        | Houston                                                                          | Trinidad e Tobago                                                                | 1 – 1                                                                            | Haiti                                                                            | Gold Cup 2025 - 1°turno                                                          | Justin Garcia                                                                    | Cap: L.Garcia                                                                    |
| 23-6-2025                                                                        | Paradise                                                                         | Arabia Saudita                                                                   | 1 – 1                                                                            | Trinidad e Tobago                                                                | Gold Cup 2025 - 1°turno                                                          | Dante Sealy                                                                      | Cap: K.Molino                                                                    |
| Totale                                                                           |                                                                                  | Presenze                                                                         | 11                                                                               |                                                                                  | Reti                                                                             | 18                                                                               |                                                                                  |

## Palmarès

### Giocatore

#### Club

##### Competizioni nazionali
- Coppa di Lega inglese: 2

Aston Villa: 1994, 1996
- Campionato inglese: 3

Manchester Utd: 1998-99, 1999-00, 2000-01
- Coppa d'Inghilterra: 1

Manchester Utd: 1998-99
- Campionato australiano: 1

Sydney: 2005-2006

#### Competizioni internazionali
- UEFA Champions League: 1

Manchester Utd: 1998-99
- Coppa Intercontinentale: 1

Manchester Utd: 1999

#### Individuale
- FA Premier League Player of the Month: 3

1995-1996 - febbraio, 1998-1999 - gennaio, 1999-2000 - marzo
- Capocannoniere della Premier League: 1

1998-1999(18 gol, a pari merito con Michael Owen e Jimmy Floyd Hasselbaink)

### Allenatore
- FFA Cup: 1

Macarthur: 2022